# Borbo gemella
Borbo gemella là một loài bướm ngày thuộc họ Hesperiidae. Nó được tìm thấy ở châu Phi (bao gồm Madagascar) và tây nam Arabia.
Sải cánh dài khoảng 42 mm.
Ấu trùng ăn các loài Ehrharta, Triticum, Saccharum và Zea.